# No Exit (filme de 2022)
No Exit (bra/prt: Sem Saída) é um filme de suspense americano dirigido por Damien Power a partir de um roteiro de Andrew Barrer e Gabriel Ferrari, baseado no romance de 2017 de mesmo nome de Taylor Adams. É estrelado por Havana Rose Liu como uma viciada em drogas em recuperação que descobre um sequestro em andamento enquanto está presa em uma parada de descanso durante uma nevasca. Danny Ramirez, David Rysdahl, Dale Dickey e Dennis Haysbert co-estrelam como os quatro suspeitos, enquanto Mila Harris interpreta a vítima. No Exit' foi lançado em 25 de fevereiro de 2022 no Hulu pela 20th Century Studios.

## Premissa
Uma estudante universitária, a caminho de casa depois de visitar sua mãe, fica presa com um grupo de pessoas em uma parada de descanso na montanha durante uma nevasca. As coisas pioram quando a jovem descobre uma criança sequestrada em um carro pertencente a uma das pessoas dentro, colocando o grupo em uma terrível situação de vida ou morte enquanto lutam para escapar enquanto tentam descobrir quem entre eles é o sequestrador.

## Elenco
- Havana Rose Liu como Darby Thorne
- Danny Ramirez como Ash, um dos suspeitos
- David Rysdahl como Lars, um dos suspeitos
- Dale Dickey como Sandi, uma suspeita e esposa de Ed
- Mila Harris como Jay, a garota sequestrada
- Dennis Haysbert como Ed, um suspeito e marido de Sandi
- Benedict Wall como o cabo Ron Hill
- Lisa Zhang como Devon, irmã de Darby
- Hweiling Ow como a mãe de Darby

## Produção
Em 10 de outubro de 2017, foi anunciado que a 20th Century Studios havia optado pelos direitos do romance de 2017 de Taylor Adams. O escritor de Logan, Scott Frank, foi contratado para desenvolver e produzir a adaptação cinematográfica. Em 12 de março de 2019, Damien Power assinou contrato para dirigir o filme, com Andrew Barrer e Gabriel Ferrari de Homem-Formiga tendo adaptado o roteiro. Em 29 de junho de 2021, foi anunciado que a produção na Nova Zelândia havia terminado. Além disso, Danny Ramirez, Dennis Haysbert, Havana Rose Liu, David Rysdahl, Dale Dickey e Mila Harris foram escalados para os papéis principais.

## Lançamento
Inicialmente destinado a ser lançado nos cinemas pela 20th Century Studios, o filme foi distribuído pelo Hulu nos Estados Unidos e lançado em 25 de fevereiro de 2022. Foi lançado no Disney+ através do hub de conteúdo Star nos mercados internacionais e Star+ na América Latina na mesma data. O filme será lançado no Disney+ Hotstar no Sudeste Asiático e na Índia em uma data posterior.